# Hem caminat damunt la Lluna
Hem caminat damunt la Lluna (en francès:On a marché sur la Lune), també anomenat Hem trepitjat la Lluna és el dissetè còmic de Les aventures de Tintín. Publicat per fascicles entre 1952 i 1953 va aparèixer en forma d'àlbum el 1954. És la continuació de l'àlbum Objectiu: la Lluna.
La història continua en el punt on queda l'àlbum anterior: després del llançament reeixit del coet s'intenta contactar amb els tripulants. No obstant això, hi ha una sorpresa, els Dupond i Dupont s'han confós d'hora i es troben a bord.
Després d'un viatge amb alguns sobresalts, allunitzen a la Lluna, en el cràter Hiparc, on munten l'equip i comencen les investigacions i exploració del terreny amb alguna anècdota, com quan troben gel en una cova. En una de les expedicions en què queden en el coet Tintín i l'enginyer Wolff, entra en acció el coronel Jorgen, conspirador de Bordúria, per apoderar-se del coet i abandonar els expedicionaris en el satèl·lit.
Tintín aconsegueix frustrar el cop però es veuen forçats a tornar a la terra a causa de les insuficients reserves d'oxigen per a la tripulació. Després d'un nou intent dels conspiradors per a apoderar-se del coet, Jorgen mor en disparar-se la seva arma mentre forceja amb Wolff, qui intentava evitar que el coronel matés a la resta de la tripulació. Més tard, el mateix Wolff sacrifica la seva vida llançant-se a l'espai, perquè els altres tinguin prou aire. El coet es dirigeix a la terra amb oxigen insuficient, però al final aconsegueixen arribar tots a la Terra sans i estalvis.
Va ser publicat per primer cop en català el 1968 per Editorial Joventut. El 2001 va ser publicat per Casterman com "Hem trepitjat la Lluna". El novembre de 2020 va ser traduït al mallorquí, l'aranès i l'aragonès.

## Rerefències
1. 1 2  «Tintin».   Catàleg de Còmics en Català. Arxivat de l'original el 28 de gener 2020. [Consulta: 1r gener 2021].
2. ↑  «Segones novetats de novembre de Zephyrum/Trilita: "Hem caminat damunt la Lluna" en mallorquí, aranès i aragonès».   Comicat, 30-11-2020. [Consulta: 1r gener 2021].